# 土大戟
土大戟（学名：Euphorbia turczaninowii）为大戟科大戟属下的一个种。